# Goura
Goura pode referir-se a:
- Um gênero de aves da família Columbidae. As seguintes espécies são reconhecidas:[1]
  - Goura cristata (Pallas, 1764)
  - Goura scheepmakeri Finsch, 1876
  - Goura victoria (Fraser, 1844)
- Goura Nataraj Das, professor de yoga e político paranaense
- Chaitanya Mahaprabhu, expoente da tradição Vedanta de Bhakti-Yoga.